# Nagyrákosi völgyhíd

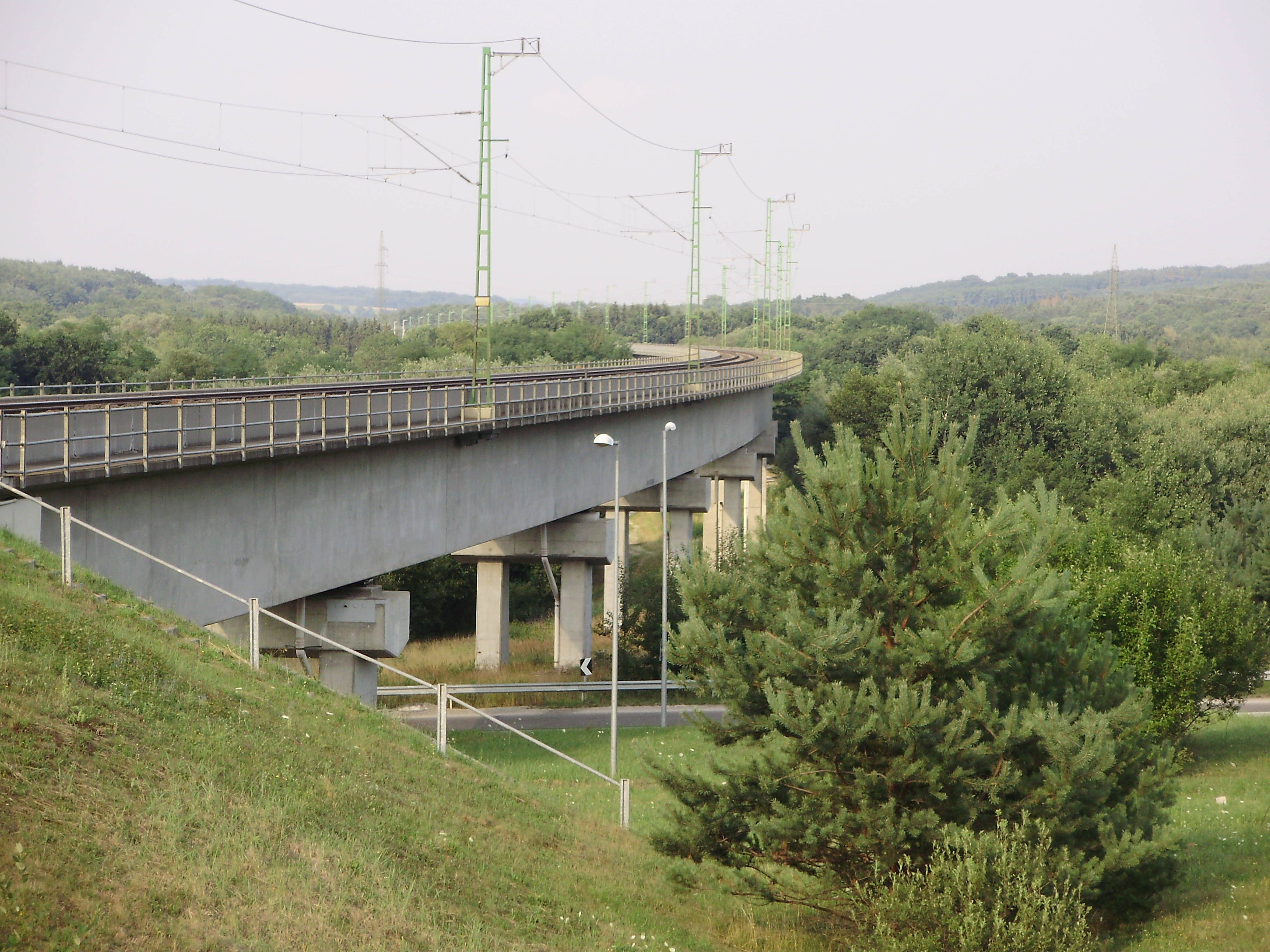
A völgyhíd nagyrákosi oldala 2015-ben

A Nagyrákosi völgyhíd viadukt az Őrségi vasút vonalán, Magyarország leghosszabb vasúti völgyhídja, építésekor Európa negyedik leghosszabb völgyhídja. Építése 1999. július 2-án kezdődött és 2000. november 30-án fejeződött be. 2003-ban az egyedi építési technológia és kivitelezés pontossága miatt Építőipari Nívódíjat kapott. 2010-ben villamosították a rajta átfutó vasútvonalat.

## Történelem

### Nyomvonal-kijelölés
Zalalövő és Bajánsenye között 1980. október 18-án szűnt meg a vasúti forgalom. Ezzel gyakorlatilag elvágták az Őrséget az ország többi részétől. A rendszerváltás után az önálló Szlovéniának sem volt közvetlen vasúti kapcsolata Magyarországgal, miközben NATO tagországok közötti korridor, egyben az V. számú európai közlekedési folyosó része lett.
Hosszú előkészület előzte meg az új nyomvonalon való újjáépítést. A MÁVTI Kft. 1995-ben pályázat útján nyerte el az engedélyezési terv elkészítésének jogát. Az egyik legfontosabb döntés a nyomvonal kijelölése volt. A szentgotthárdi, a rédicsi és az őrségi változatok közül az utóbbi kapott zöld utat. A szakemberek Zalalövő-Bajánsenye vonal mellett tették le voksukat.
Magyarország és Szlovénia között is akadtak viták. Nem volt könnyű ugyanis kijelölni azt a pontot, hogy hol kapcsolódjon egymáshoz a két ország sínpárja – idézte vissza a kezdeti nehézségeket Sieben László vezető tervező. 1996-ban végül aláírták a közvetlen vasúti kapcsolat létesítéséről szóló tervet. Fontos feladat volt a szükséges földterületek megszerzése is, amit az érintett a falvak lakói és az önkormányzatok sem nehezítettek meg.

### Építés
Az alapkövet 1999-ben tették le a két ország miniszterelnökei, ami után megkezdődhetett a hivatalos munka. Az egyik legnagyobb feladatot a nagyrákosi völgyhíd kialakítása jelentette. A vasútvonal kivitelezése a magyar oldalon időben, 2000-re kész lett, azonban késedelmet szenvedett a szlovén oldal kialakítása.
A 2001-ben felavatott új magyar-szlovén vasútvonal legdrágább műtárgya volt a völgyhíd, mégis rekordgyorsasággal, 14 hónap alatt készült el. A gyártelep a mai nagyrákosi vasúti megálló helyén állt. A vasútvonal avatására 2001. május 17-én került sor.
A vonalat 2010-ben villamosították.

## Műszaki adatok
A Zala folyó völgyén, illetve a Kerkafalva-Szatta-Nagyrákos útvonalon húzódó 7417-es út fölött átívelő viaduktot 33 pillér tartja, legnagyobb magassága közel 12 méter.
Felszerkezete szekrény keresztmetszetű feszített beton gerendahíd. A teljes szerkezet három hídból áll: egy egyenes tengelyű, 16 nyílású, egy R=2300 méter sugarú ívben levő, 14 nyílású, és az ezeket összekötő kétnyílású hidakból. Előbbiek a hídfők felől szakaszos betolással valósultak meg, míg a középső híd a szerelőcsőrök leszerelése után beállványozással készült. A felszerkezet független statikai ellenőrzését a Pont-TERV Rt. végezte el. A számítást a TDV Austria RM7 nevű, feszített vasbeton hídszerkezetek számítására kifejlesztett programjával végezték el. A program térbeli rúdszerkezetre épül, de speciális modulokat is tartalmaz a keresztmetszetek, a feszítőkábel-geometria, a feszítés és a kúszási-zsugorodási folyamatok modellezésére.
A híd feszítőkábelei három kábelcsoportba sorolhatók: párhuzamos szerelési kábelek a pálya- és fenéklemezben, ívesen vezetett belső kontinuitási kábelek a gerinclemezekben, iránytörő sarukon a szekrényben vezetett külső kontinuitási kábelek. A program lehetőséget adott a zsugorodás és kúszás pontos modellezésére is. A számítás során a jellemző keresztmetszetekben kimutatták a szélsőszál-feszültségeket, főfeszültségeket és törési biztonságot. A szerkezetet mind végleges, mind szerelési állapotban (a betolásos technológia miatt a keresztmetszetek jelentős részénél ez a mértékadó) ellenőrizték.
A hidat úgynevezett szakaszos eltolási technikával tervezték és építették. Újszerű megoldás volt a kétszer extrudált (kettős korrózióvédelemmel ellátott) feszítőkábel alkalmazása is, a 14 hónapos építési időtartam alatt, hetenként 22,5 méteres előretolással a három gyártópadról hetenként 67,5 méternyi híd készült el, vagyis a kivitelezés független volt az időjárási viszonyoktól. Magyar termék, mely tízéves fejlesztési tapasztalat eredménye. Külön érdekesség, hogy a feszítőanyag és a betonacél kivételével minden felhasznált anyag hazai termék volt.
A híd hosszát a legtöbb forrás 1400 méterben, míg egyes források 1399 méterben adják meg.

## Díjak
2003. március 17-én emléktáblát avattak a nagyrákosi viaduktnál, miután a MÁV Rt. megbízásából épített völgyhídért Építőipari Nívódíjat kapott a kivitelező Hídépítő Rt. A Hídépítő Rt.-t a kiemelkedő mérnöki és mélyépítési létesítményért jutalmazták a rangos építőipari díjjal. Az indoklásban szerepel még, hogy jó minőségben, esztétikusan és a megrendelői elvárásoknak kiválóan megfelelően tettek eleget a feladat különleges követelményeinek. A kivitelezést az Őrség természetvédelmi területén – ahol csak 7–7 m-es sávot vehettek igénybe – csak jól organizált, jól ütemezett módon lehetett végrehajtani, mert a híd különleges, a 160 km/órás forgalmi sebességnek megfelelő mérete, Európa negyedik leghosszabb vasúti völgyhídjává teszi.